# پرتره فیلیپ دا کروی با زن باکره و نوزاد
پرترهٔ فیلیپ دا کروی با زن باکره و نوزاد از یک جفت پنل کوچک رنگ روغن روی چوب بلوط تشکیل شده و زمان تکمیل آن به حدود ۱۴۶۰ میلادی برمی‌گردد. این نقاشی توسط هنرمند هلندی روخیر فان در ویدن کشیده شده‌است. گمان می‌رود که این دو تابلو ابتدا به هم چسبیده بوده و بخشی از یک پرترهٔ دوتابلویی بزرگتر بوده‌اند که بعداً شکسته شده و خود به دو تابلو تبدیل شده‌اند. تابلوی زن باکره و کودک در حال حاضر در آنتورپ و تابلوی پرترهٔ فیلیپ دا کروی در سان مارینو، کالیفرنیا نگهداری می‌شود.